# London Stansted Airport
Luchthaven Londen Stansted (Engels: London Stansted Airport), (IATA: STN, ICAO: EGSS) is een luchthaven van Londen. Qua grootte komt het vliegveld na Heathrow en Gatwick op de derde plaats. De luchthaven is de hub van Ryanair die vanuit Stansted zo'n 130 bestemmingen aanvliegt, maar ook easyJet, Jet2.com, Primera Air, Thomas Cook Airlines en TUI Airways zijn klanten van de luchthaven.
In 2017 telde de luchthaven 25.902.618 passagiers en 189.919 vliegtuigbewegingen naar meer dan 170 bestemmingen in Europa, Noord-Afrika, West-Azië, Midden- en Noord-Amerika, met meer Europese bestemmingen dan enige andere luchthaven in het Verenigd Koninkrijk.
De luchthaven is gelegen op een drietal kilometer van Stansted Mountfitchet in het Engels district Uttlesford van het graafschap Essex. De luchthavengrond ligt op een kilometer van de grens met Hertfordshire.
Tussen het vliegveld en de stad Londen rijdt er overdag zeer regelmatig een trein: de Stansted Express. Tijdens de spitsuren rijdt deze trein ieder kwartier, en buiten de spits ieder half uur. De reis duurt ongeveer 50 minuten. Verder kan men ook een bus of taxi nemen. 

## Bus- en treinverbindingen
Vanaf Stansted Airport is Londen binnen 50 minuten bereikbaar per trein.

## Vervoer
De luchthaven ligt op ongeveer 68 kilometer ten noordoosten van het centrum van Londen en beschikt over uitgebreide vervoersverbindingen per spoor en over de weg.

### Trein
De snelste verbinding met Centraal-Londen is de Stansted Express. Deze treindienst rijdt doorgaans elke 15 minuten en verbindt de luchthaven rechtstreeks met Station London Liverpool Street. De reistijd bedraagt ongeveer 50 minuten. De trein stopt ook bij Tottenham Hale, waar reizigers kunnen overstappen op de Victoria line van de Londense metro. Het treinstation op de luchthaven bevindt zich direct onder de terminal.

### Bus
Diverse bus- en touringcarbedrijven bieden verbindingen aan tussen de luchthaven en verschillende bestemmingen in Londen. Dit is vaak een voordeliger, maar langzamer alternatief voor de trein. De busstations bevinden zich direct voor de hoofdingang van de terminal.
- National Express: Biedt frequente 24-uursdiensten naar vele bestemmingen in Londen, waaronder Victoria Coach Station, Paddington, Liverpool Street en Stratford.[4]
- Flibco: Exploiteert een shuttledienst naar het centrum van Londen met belangrijke haltes als Stratford en Victoria Coach Station. De reistijd bedraagt circa 50 minuten naar Stratford en 1 uur en 40 minuten naar Victoria.[5]
- First Essex: Exploiteert de buslijn X30, die de luchthaven verbindt met Southend-on-Sea via Chelmsford.

Actuele reistijden en tarieven zijn te vinden op de websites van de respectieve vervoerders.

### Taxi
De officiële taxidienst van de luchthaven is 24x7 Taxis en is 24 uur per dag beschikbaar. De taxistandplaats bevindt zich direct buiten de internationale aankomsthal. Vooraf boeken is mogelijk en wordt aanbevolen. De reistijd naar het centrum van Londen bedraagt, afhankelijk van het verkeer, 60 tot 90 minuten. Diensten als Uber zijn ook actief op de luchthaven.

### Huurauto
Diverse autoverhuurbedrijven hebben een vestiging op de luchthaven. De balies bevinden zich in het "Stansted Airport Car Rental Village", dat met een gratis pendelbus bereikbaar is vanaf de terminal. De luchthaven is direct aangesloten op de autosnelweg M11, die een directe route naar Noordoost-Londen en via de M25 naar de rest van het land biedt.